# 제네바 회의
제네바 회의(Geneva Congress)란 1866년 9월 3일에서 9월 8일까지 스위스 제네바에서 진행된 국제노동자협회(제1인터) 제1차 총회의다. 5개국에서 정규대표 46명, 우정대표 14명이 참여했다. 8시간 노동제를 국제 사회주의 운동의 주요 목표로 삼을 것을 결의한 회의로 가장 잘 알려져 있다.